# Paranerita granatina
Paranerita granatina là một loài bướm đêm thuộc phân họ Arctiinae, họ Erebidae.